# BDZ (album)
BDZ (/biːdiːzɛd/; viết tắt "bulldozer") là album phòng thu tiếng Nhật đầu tiên (album thứ hai tổng cộng) của nhóm nhạc nữ Hàn Quốc Twice. Album được phát hành vào ngày 12 tháng 9 năm 2018 bởi Warner Music Japan. Album gồm 5 bài hát đã phát hành trước đó và 5 bài hát mới, bao gồm ca khúc chủ đề được sản xuất bởi Park Jin-young. Tựa đề "tượng trưng cho mong muốn của các thành viên kiên cường và sống bức phá".
Phiên bản tái phát hành với một ca khúc thêm vào được ấn định phát hành vào ngày 26 tháng 12 năm 2018.

## Bối cảnh và phát hành
Ngày 3 tháng 6 năm 2018 tại Twice 2nd Tour: Twiceland Zone 2 – Fantasy Park ở Osaka, có thông báo Twice sẽ phát hành album tiếng Nhật đầu tiên của nhóm vào mùa thu. Ca khúc chủ đề "BDZ" được phát hành trước dưới định dạng đĩa đơn nhạc số vào ngày 17 tháng 8, cùng với video âm nhạc kèm theo. Album đầy đủ đã được phát hành vào ngày 12 tháng 9, cùng với "video tài liệu" của "Be as One" có cảnh hậu trường của năm đầu tiên của Twice tại Nhật Bản.
Phiên bản tái phát hành được ấn định phát hành vào ngày 26 tháng 12 năm 2018, gồm cả ca khúc "Stay by My Side", là ca khúc chủ đề cho phim truyền hình Nhật Bản Shinya no Dame Koi Zukan. "Stay by My Side" được phát hành dưới định dạng đĩa đơn nhạc số vào ngày 22 tháng 10 cùng với video âm nhạc hậu trường cảnh Twice đang thu âm bài hát.

## Quảng bá
"BDZ" được trình diễn lần đầu trên Music Station vào ngày 31 tháng 8 năm 2018, và được trình diễn trên sân khấu mở màn của Tokyo Girls Collection vào ngày hôm sau. Tất cả các bài hát trong album đã được trình diễn trong Twice 1st Arena Tour 2018 "BDZ", khởi đầu vào ngày 29 tháng 9 ở Chiba.

## Hiệu suất thương mại
Album ra mắt tại vị trí số 1 trên bảng xếp hạng theo ngày của Oricon Albums Chart với 89,721 bản bán ra, thiết lập kỉ lục album được bán ra cao nhất trong ngày đầu của nhóm nữ K-pop tại Nhật Bản. Album cũng đứng đầu bảng xếp hạng hằng tuần với 181,069 bản bán ra, khiến Twice trở thành nghệ sĩ nữ nước ngoài thứ năm trong lịch sử của Oricon đứng đầu cả hai bảng xếp hạng album và đĩa đơn hàng tuần, sau The Nolans, BoA, Kara và Girls' Generation.
Billboard Japan đã ghi nhận được 121,189 bản bán ra từ 10–12 tháng 9 năm 2018 và 181,605 ban từ 10–16 tháng 9. Ngày 15 tháng 9, có thông báo album đã bán ra hơn 292,300 bản đặt trước. Album nhận được chứng nhận Bạch kim của RIAJ vào ngày 11 tháng 10 – là chứng nhận bạch kim thứ năm liên tiếp của Twice.

## Danh sách bài hát
| STT              | Nhan đề           | Phổ lời                                                                        | Phổ nhạc                                                                     | Biên soạn                             | Thời lượng |
| ---------------- | ----------------- | ------------------------------------------------------------------------------ | ---------------------------------------------------------------------------- | ------------------------------------- | ---------- |
| 1.               | "BDZ"             | J.Y. Park "The Asiansoul" Shoko Fujibayashi Yu Shimoji                         | J.Y. Park "The Asiansoul"                                                    | J.Y. Park "The Asiansoul" Hae Sol Lee | 3:17       |
| 2.               | "One More Time"   | Natsumi Watanabe Yhanael                                                       | Na.Zu.Na Yu-ki Kokubo Yhanael                                                | Na.Zu.Na                              | 3:05       |
| 3.               | "Candy Pop"       | Min Lee "collapsedone" Mayu Wakisaka                                           | Min Lee "collapsedone" Mayu Wakisaka                                         | Min Lee "collapsedone"                | 3:22       |
| 4.               | "L.O.V.E"         | Na.Zu.Na Yu-ki Kokubo Yhanael                                                  | Na.Zu.Na Yu-ki Kokubo Yhanael                                                | Na.Zu.Na                              | 3:23       |
| 5.               | "Wishing"         | Eri Osanai                                                                     | Albi Albertsson Kanata Okajima                                               | Mussashi                              | 4:32       |
| 6.               | "Say It Again"    | Min Lee "collapsedone" Mayu Wakisaka                                           | Min Lee "collapsedone" Mayu Wakisaka                                         | Min Lee "collapsedone"                | 3:23       |
| 7.               | "Wake Me Up"      | Natsumi Watanabe                                                               | Atsushi Shimada Louise Frick Sveen Albin Nordqvist                           | Atsushi Shimada                       | 3:33       |
| 8.               | "Brand New Girl"  | Na.Zu.Na Yu-ki Kokubo                                                          | Na.Zu.Na Michael Yano (M.I) Yu-ki Kokubo                                     | Na.Zu.Na                              | 3:34       |
| 9.               | "Be as One"       | Risa Horie                                                                     | Kim Seung-soo Choi Hyun-jun                                                  | Kim Seung-soo Choi Hyun-jun           | 3:51       |
| 10.              | "I Want You Back" | The Corporation – ( Berry Gordy Freddie Perren Alphonso Mizell Deke Richards ) | The Corporation – (Berry Gordy Freddie Perren Alphonso Mizell Deke Richards) | Yuichi Ohno                           | 3:24       |
| Tổng thời lượng: | Tổng thời lượng:  | Tổng thời lượng:                                                               | Tổng thời lượng:                                                             | Tổng thời lượng:                      | 35:24      |

| First press limited edition A DVD | First press limited edition A DVD                       | First press limited edition A DVD |
| STT                               | Nhan đề                                                 | Thời lượng                        |
| --------------------------------- | ------------------------------------------------------- | --------------------------------- |
| 1.                                | "Twice Showcase Live Tour 2018 "Candy Pop" at NHK Hall" |                                   |

| First press limited edition B DVD | First press limited edition B DVD                               | First press limited edition B DVD |
| STT                               | Nhan đề                                                         | Thời lượng                        |
| --------------------------------- | --------------------------------------------------------------- | --------------------------------- |
| 1.                                | "BDZ" (Music video)                                             |                                   |
| 2.                                | "BDZ" (Music video making movie)                                |                                   |
| 3.                                | "I Want You Back" (Music video)                                 |                                   |
| 4.                                | "I Want You Back" (Music video making movie)                    |                                   |
| 5.                                | "I Want You Back" (Music video – Sensei Kunshu × Twice version) |                                   |
| 6.                                | "Jacket shooting making movie"                                  |                                   |

| Repackage standard edition | Repackage standard edition | Repackage standard edition                                                     | Repackage standard edition                                                   | Repackage standard edition            | Repackage standard edition |
| STT                        | Nhan đề                    | Phổ lời                                                                        | Phổ nhạc                                                                     | Arrangement                           | Thời lượng                 |
| -------------------------- | -------------------------- | ------------------------------------------------------------------------------ | ---------------------------------------------------------------------------- | ------------------------------------- | -------------------------- |
| 1.                         | "Stay by My Side"          | Fredrik "Figge" Boström Lauren Kaori Malin Johansson                           | Atsushi Shimada Fredrik "Figge" Boström Malin Johansson                      |                                       | 3:57                       |
| 2.                         | "BDZ"                      | J.Y. Park "The Asiansoul" Shoko Fujibayashi Yu Shimoji                         | J.Y. Park "The Asiansoul"                                                    | J.Y. Park "The Asiansoul" Hae Sol Lee | 3:17                       |
| 3.                         | "One More Time"            | Natsumi Watanabe Yhanael                                                       | Na.Zu.Na Yu-ki Kokubo Yhanael                                                | Na.Zu.Na                              | 3:05                       |
| 4.                         | "Candy Pop"                | Min Lee "collapsedone" Mayu Wakisaka                                           | Min Lee "collapsedone" Mayu Wakisaka                                         | Min Lee "collapsedone"                | 3:22                       |
| 5.                         | "L.O.V.E"                  | Na.Zu.Na Yu-ki Kokubo Yhanael                                                  | Na.Zu.Na Yu-ki Kokubo Yhanael                                                | Na.Zu.Na                              | 3:23                       |
| 6.                         | "Wishing"                  | Eri Osanai                                                                     | Albi Albertsson Kanata Okajima                                               | Mussashi                              | 4:32                       |
| 7.                         | "Say It Again"             | Min Lee "collapsedone" Mayu Wakisaka                                           | Min Lee "collapsedone" Mayu Wakisaka                                         | Min Lee "collapsedone"                | 3:23                       |
| 8.                         | "Wake Me Up"               | Natsumi Watanabe                                                               | Atsushi Shimada Louise Frick Sveen Albin Nordqvist                           | Atsushi Shimada                       | 3:33                       |
| 9.                         | "Brand New Girl"           | Na.Zu.Na Yu-ki Kokubo                                                          | Na.Zu.Na Michael Yano (M.I) Yu-ki Kokubo                                     | Na.Zu.Na                              | 3:34                       |
| 10.                        | "Be as One"                | Risa Horie                                                                     | Kim Seung-soo Choi Hyun-jun                                                  | Kim Seung-soo Choi Hyun-jun           | 3:51                       |
| 11.                        | "I Want You Back"          | The Corporation – ( Berry Gordy Freddie Perren Alphonso Mizell Deke Richards ) | The Corporation – (Berry Gordy Freddie Perren Alphonso Mizell Deke Richards) | Yuichi Ohno                           | 3:24                       |
| Tổng thời lượng:           | Tổng thời lượng:           | Tổng thời lượng:                                                               | Tổng thời lượng:                                                             | Tổng thời lượng:                      | 39:21                      |

| Repackage first press limited edition DVD | Repackage first press limited edition DVD                  | Repackage first press limited edition DVD |
| STT                                       | Nhan đề                                                    | Thời lượng                                |
| ----------------------------------------- | ---------------------------------------------------------- | ----------------------------------------- |
| 1.                                        | "Stay by My Side" (Making music video)                     |                                           |
| 2.                                        | "Jacket shooting making movie"                             |                                           |
| 3.                                        | "Twice Showcase Live Tour 2018 "Candy Pop"" (Making movie) |                                           |

## Sản xuất nội dung
Công trạng được ghi trên CD album.

### Địa điểm
Thu âm
- JYPE Studios, Seoul, South Korea (all songs except "Wishing")
- U Production Studio, Seoul, South Korea ("Wishing")

Hòa âm
- Mirrorball Studios, Seoul, South Korea ("BDZ", "One More Time", "Candy Pop", "Wake Me Up")
- I to I Communications, Tokyo, Japan ("L.O.V.E", "Wishing", "Brand New Girl", "I Want You Back")
- MusicLab Busan Studios, Busan, South Korea ("Say it Again")
- WSound, Seoul, South Korea ("Be as One")

Giám sát
- Sterling Sound, New York City, New York

### Cá nhân
Nhân viên JYP Entertainment
- Song Ji-eun "Shannen" (JYP Entertainment Japan) – executive producer
- Jimmy Jeong (JYP Entertainment) – executive producer
- Cho Hae-sung (JYP Entertainment) – executive producer
- J. Y. Park "The Asiansoul" – producer
- Min Lee "collapsedone" – assistant producer
- Kim Seung-soo – assistant producer
- Yasuhiro Suzuki (JYP Entertainment Japan) – strategic planning
- Rinko Narita (JYP Entertainment Japan) – A&R
- Lee Ji-hoon (JYP Entertainment Japan) – A&R
- Park Won (JYP Entertainment Japan) – A&R
- Kang Min-ju (JYP Entertainment Japan) – A&R
- Kwon Hye-eun (JYP Entertainment Japan) – A&R
- Ayumi Saiki (JYP Entertainment Japan) – artist and fan marketing
- Lee Seong-ah (JYP Entertainment Japan) – artist and fan marketing
- Kim Sung-bub (JYP Entertainment Japan) – artist and fan marketing
- Hong Mina (JYP Entertainment Japan) – artist and fan marketing
- Miho Minaka (JYP Entertainment Japan) – artist and fan marketing
- Fuka Sudo (JYP Entertainment Japan) – artist and fan marketing
- Shin Hyun-kuk – artist 3 division
- Chung Hae-joon – artist 3 division
- Joo Bo-ra – artist 3 division
- Kim Hyo-yun – artist 3 division
- Shin Sae-rom – artist 3 division
- Kim Na-yeon – artist 3 division
- Yoo Jong-beom – artist 3 division
- Park Rae-chang – artist 3 division
- Jun Yong-jin – artist 3 division
- Yang Da-seol – artist 3 division
- Cho Han-mi – artist 3 division
- Kwon Hyeok-jun – artist 3 division
- Jung Kyoung-hee (JYP Entertainment Japan) – administration
- Park Nam-yong (JYP Entertainment) – performance director
- Kim Hyung-woong (JYP Entertainment) – performance director
- Yun Hee-so (JYP Entertainment) – performance director
- Na Tae-hoon (JYP Entertainment) – performance director
- Yoo Kwang-yeol (JYP Entertainment) – performance director
- Kang Da-sol (JYP Entertainment) – performance director
- Park Gyeong-seok (JYP Entertainment) – performance director
- Sim Kyu-jin (JYP Entertainment) – performance director
- Bock Mi-ran (JYP Entertainment) – performance director
- Lee Tae-sub (JYP Entertainment) – recording engineer
- Choi Hye-jin (JYP Entertainment) – recording engineer
- Eom Se-hee (JYP Entertainment) – recording engineer
- Lim Hong-jin (JYP Entertainment) – recording engineer
- Jang Han-soo (JYP Entertainment) – recording engineer
- No Min-ji (JYP Entertainment) – recording engineer
- Lee Sang-yeop (JYP Entertainment) – recording engineer
- Lee Jeong-yun "Lia" (JYP Publishing) – publishing
- Kim Min-ji (JYP Publishing) – publishing
- Shin Da-ye (JYP Publishing) – publishing
- Cho Hyun-woo (JYP Publishing) – publishing

Warner Music Japan staff
- Kaz Kobayashi – executive producer
- Hayato Kajino – supervisor
- Rie Sawaoka – supervisor
- Yukiyasu "German" Fujii – chief A&R
- Toshio Kai – A&R
- Nao Fuse – A&R
- Norihiro Fukuda – A&R
- Himawari Fukuhara – A&R assistant
- Hidetsugu Sato – sales promotion
- Naoki Takami – digital planning and marketing
- Ryoma Suzuki – Centro
- Takeshi Danno – Centro
- Nagisa Tamagawa – Centro
- Satoshi Kido – Centro
- Mamoru Fukumitsu – Centro "JYP room"
- Han Gui-taek – Centro "JYP room"
- Hong Mina – Centro "JYP room"
- Eom Eun-kyung – Centro "JYP room"
- Minki Jung – Centro "JYP room"
- Myoka Arai – Centro "JYP room"
- Masayo Kuroda – product coordination
- Mizuho Makizaka – A&R secretary
- Shizuka Sato – A&R secretary

Japanese recording staff
- Goei Ito (Obelisk) – music director
- Yu-ki Kokubo (Obelisk) – recording director
- Satoshi Sasamoto – pro tools operation
- Manubu Ohta – pro tools operation

Design staff
- Toshiyuki Suzuki (United Lounge Tokyo) – art direction
- Yasuhiro Ueda (United Lounge Tokyo) – design
- Tommy – photography
- Choi Hee-sun (F. Choi) - style director
- Seo Ji-eun (F. Choi) - style director
- Lee Ga-young (F. Choi) - style director
- Lee Jin-young (F. Choi) - assistant stylist
- Noh Hee-ha (F. Choi) - assistant stylist
- Jung Nan-young (Lulu Hair Makeup Studio) – hair director
- Choi Ji-young (Lulu Hair Makeup Studio) – hair director
- Son Eun-hee (Lulu Hair Makeup Studio) – hair director
- Jo Sang-ki (Lulu Hair Makeup Studio) – makeup director
- Jeon Dallae (Lulu Hair Makeup Studio) – makeup director
- Zia (Lulu Hair Makeup Studio) – makeup director
- Won Jung-yo (Bit&Boot) – makeup director
- Choi Su-ji (Bit&Boot) – assistant makeup director
- Naoyuki Hashimoto (Magenta Wall Design Inc. Tokyo) – production designer
- Yuzo Morota – production manager

Movie staff
- Tetsuro Kunibe – director (Twice Showcase Live Tour 2018 "Candy Pop")
- Takashi Takeshita (VisualNotes) – producer (Twice Showcase Live Tour 2018 "Candy Pop")
- Kim Young-jo (Naive Production) – music video director ("BDZ")
- Yoo Seung-woo (Naive Production) – music video director ("BDZ")
- Jimmy (BS Pictures) – music video director ("I Want You Back")
- Sho Tsukikawa – music video director ("I Want You Back" – Sensei Kunshu × Twice version)
- Han Gui-taek – music video making and jacket shooting making movie director
- Yu Yamaguchi (Warner Music Mastering) – DVD authoring

Other personnel
- J. Y. Park "The Asiansoul" – all instruments (on "BDZ")
- Hae Sol Lee – all instruments and computer programming (on "BDZ")
- Jaepil Jung – guitars (on "BDZ" and "One More Time")
- Twice – background vocals
- Ikuko Tsutsumi – background vocals
- Dr. Jo – vocal recording director (on "BDZ")
- Tony Maserati – mixing engineer (on "BDZ", "One More Time", "Candy Pop", "Wake Me Up")
- Chris Gehringer – mastering engineer
- Na.Zu.Na – all instruments (on "BDZ", "One More Time", "L.O.V.E", "Brand New Girl")
- Min Lee "collapsedone" – all instruments and computer programming (on "Candy Pop" and "Say it Again")
- Mayu Wakisaka – background vocals and vocal recording director (on "Candy Pop" and "Say it Again")
- Naoki Yamada – mixing engineer (on "L.O.V.E", "Wishing", "Brand New Girl", "I Want You Back")
- Mussashi (Albi Albertsson) – all instruments (on "Wishing")
- Brian – recording engineer (on "Wishing")
- Shin Bong-won – mixing engineer (on "Say it Again")
- Atsushi Shimada – all instruments (on "Wake Me Up")
- Kim Seung-soo – all instruments (on "Be as One")
- Choi Hyun-jun – all instruments and vocal recording director (on "Be as One")
- Chung Soo-wan – guitars (on "Be as One")
- Jo Jun-sung – mixing engineer (on "Be as One")
- Yuichi Ohno – all instruments except guitars (on "I Want You Back")
- Akitoshi Kuroda – guitars (on "I Want You Back")

## Bảng xếp hạng
| BXH (2018)                       | Thứ hạng cao nhất |
| -------------------------------- | ----------------- |
| Japanese Albums (Oricon)         | 1                 |
| Japanese Digital Albums (Oricon) | 1                 |
| Japan Hot Albums (Billboard)     | 1                 |
| Taiwanese Albums (Five Music)    | 3                 |

| BXH (2018)                   | Vị trí |
| ---------------------------- | ------ |
| Japan Hot Albums (Billboard) | 12     |
| Japanese Albums (Oricon)     | 8      |

## Chứng nhận
| Quốc gia                                  | Chứng nhận | Số đơn vị/doanh số chứng nhận |
| ----------------------------------------- | ---------- | ----------------------------- |
| Nhật Bản (RIAJ)                           | Platinum   | 250.000^                      |
| ^ Chứng nhận dựa theo doanh số nhập hàng. |            |                               |